# Univerzitní kampus Mexické národní autonomní univerzity
Univerzitní kampus Mexické národní autonomní univerzity je rozsáhlý komplex budov, sportovních zařízení a otevřených venkovních prostor, který se nachází v jihozápadní části Ciudad de México, v městské části Coyoacán na ploše větší jak 100 ha. Areál vznikal mezi 1949 a 1952 ve spolupráci více než 60 architektů, inženýrů a umělců, kteří byli do tohoto projektu zapojení. Výsledkem je univerzitní kampus představující jedinečný příklad modernismu 20. století spojující prvky městského urbanismu, architektury, krajinného inženýrství a krásných umění. Při návrhu areálu se autoři inspirovali místními tradicemi a především předkolumbijskou minulostí Mexika. Kampus je jednou z nejvýznamnějších ikon modernismu v celé Latinské Americe.
Mexická národní autonomní univerzita (španělsky Universidad Nacional Autónoma de México, zkratka UNAM) je největší mexickou univerzitou, podle různých žebříčků se jedná i o nejkvalitnější vysokou školou v Mexiku.

## Fotogalerie

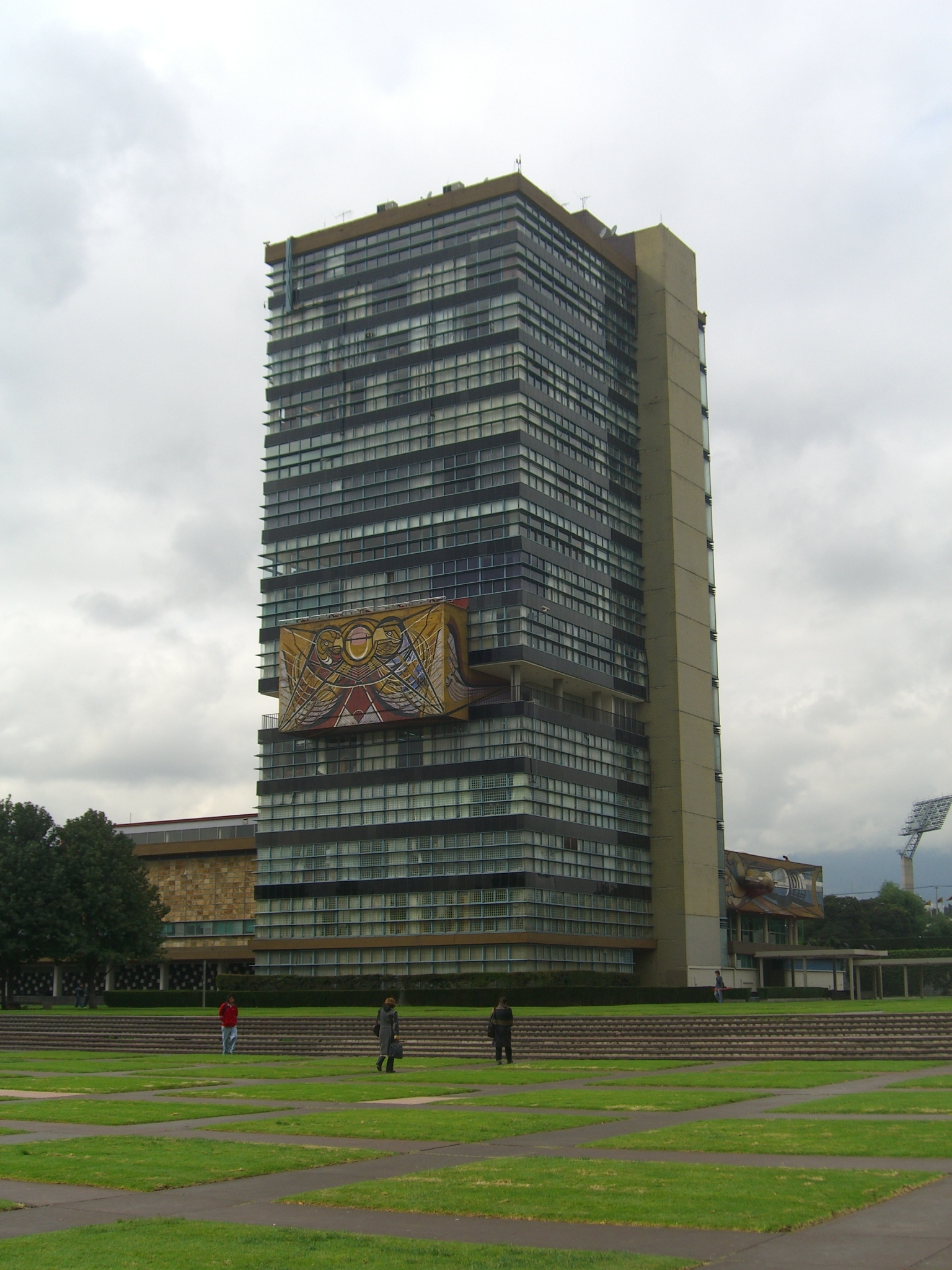
budova rektorátu
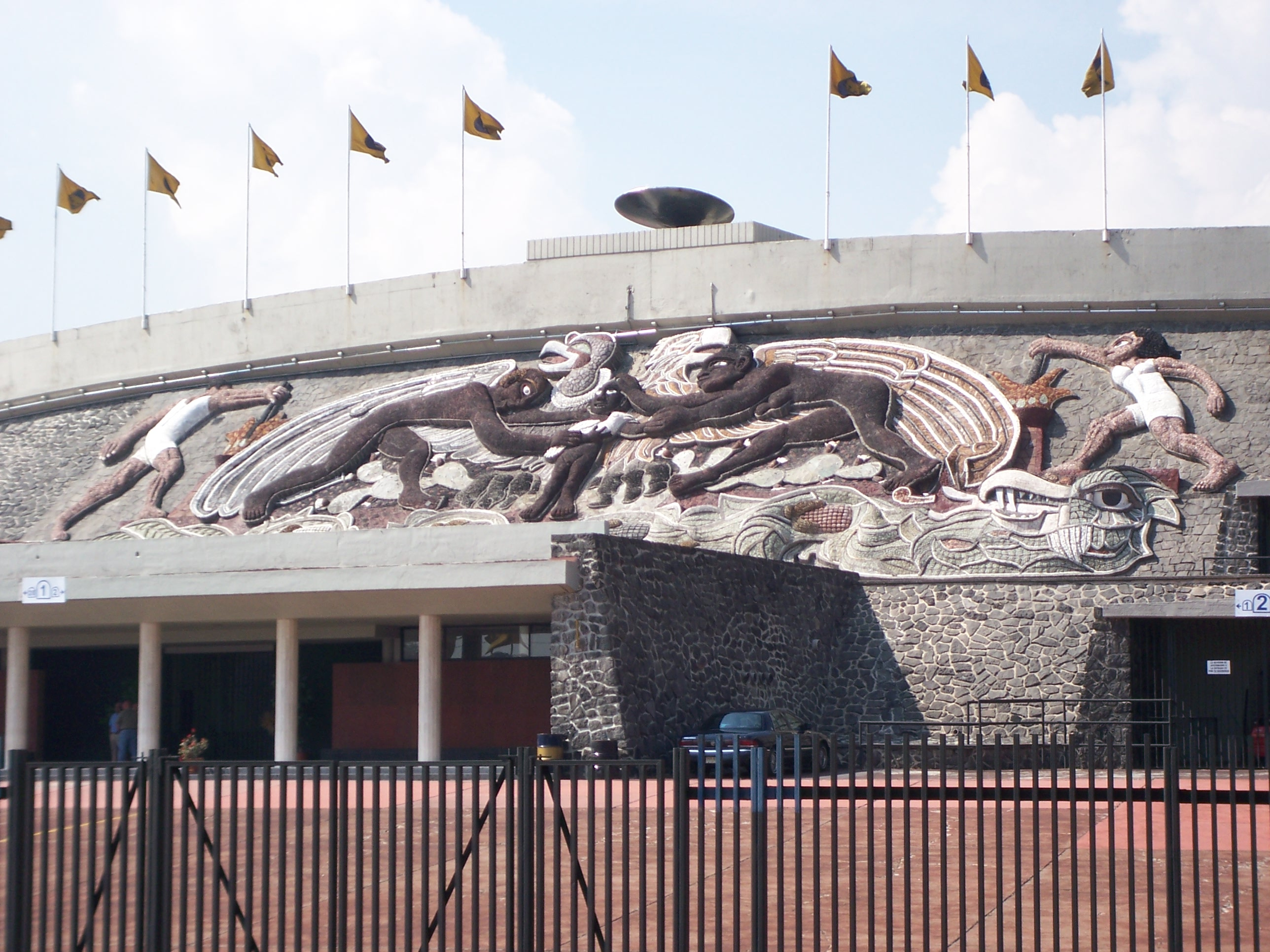
průčelí Olympijského stadionu
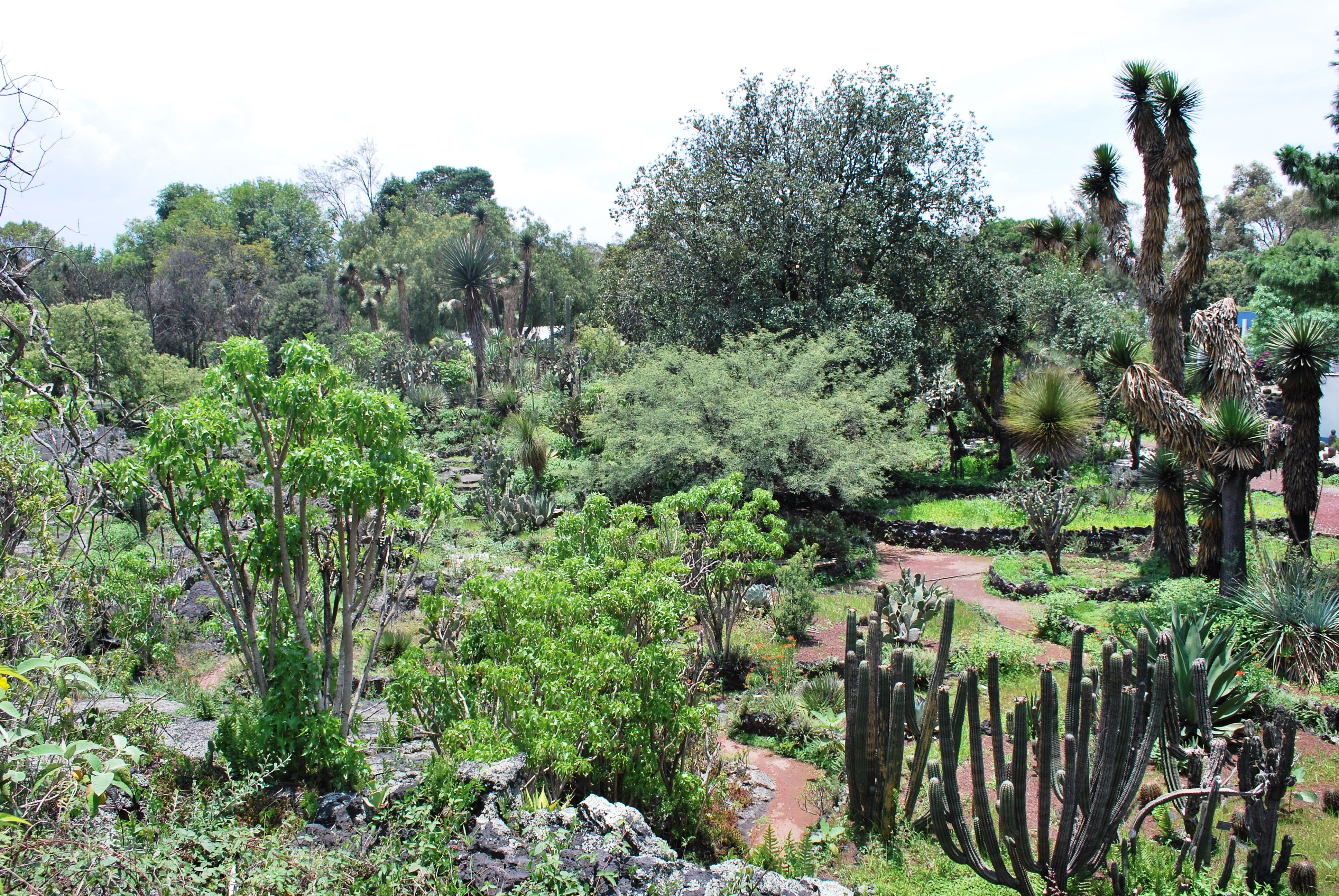
zdejší botanická zahrada
fasáda hlavní knihovny